# Nooitgedacht (Drente)
Nooitgedacht (52° 58′ N, 6° 40′ L) é uma localidade do município de Aa en Hunze, na província neerlandesa de Drente. Nooitgedacht está situada a 8 km sudeste de Assen.
A área de Nooitgedacht, que também inclui as partes periféricas da cidade, bem como a zona rural circundante, tem uma população estimada em 330 habitantes.